# Bahnstrecke Zell im Wiesental–Todtnau
| Eröffnungszug am 7. Juli 1889 in Todtnau |                               |                                |                               |
| Kursbuchstrecke (DB): | ex 304a (1946) ex 304b (1963) |                                |                               |
| Streckenlänge: | 18,74 km                      |                                |                               |
| Spurweite: | 1000 mm (Meterspur)           |                                |                               |
| Maximale Neigung: | 28,6 ‰                        |                                |                               |
| Minimaler Radius: | 70 m                          |                                |                               |
| |                               |                                |                               |
| \| \| \| Wiesentalbahn von Lörrach \| \| \| \| 0,00 \| Zell (Wiesental) Umladebahnhof \| 427,5 m \| \| \| \| \| \| \| \| 0,62 \| Zell (Wiesental) \| 427,5 m \| \| \| \| \| \| \| \| 2,52 \| Atzenbach \| 443,5 m \| \| \| 4,53 \| Mambach \| 461,8 m \| \| \| 5,20 \| Pfaffenbach \| Pfaffenbach \| \| \| 6,40 \| Silbersau \| Silbersau \| \| \| 7,00 \| Rändelbach \| Rändelbach \| \| \| 7,15 \| Hepschingen \| 488,6 m \| \| \| 7,50 \| Hebschingerbach \| Hebschingerbach \| \| \| 7,93 \| Hepschinger Tunnel (80 m) \| Hepschinger Tunnel (80 m) \| \| \| 8,94 \| Kastler Brücke \| 505,0 m \| \| \| 10,00 \| Böllenbach \| Böllenbach \| \| \| 10,28 \| Wembach \| 514,5 m \| \| \| 11,14 \| Anschluss Brand \| Anschluss Brand \| \| \| 11,25 \| Anschluss Brand \| Anschluss Brand \| \| \| 12,01 \| Schönau (Schw) \| 529,7 m \| \| \| \| Anschluss Riegeler Bierablage \| \| \| \| 13,08 \| Schönenbuchen \| 538,7 m \| \| \| \| Anschluss Buntweberei Hipp \| \| \| \| 13,50 \| Aiternbach \| Aiternbach \| \| \| 13,80 \| Wiedenbach \| Wiedenbach \| \| \| 14,55 \| Utzenfeld \| 553,6 m \| \| \| \| Anschluss Finstergrund \| \| \| \| 0 \| Dollmattbächle \| Dollmattbächle \| \| \| 16,36 \| Geschwend \| 591,6 m \| \| \| 17,36 \| Schlechtnau \| 614,9 m \| \| \| 0 \| Langschwandbach \| Langschwandbach \| \| \| 0 \| Grundbächle \| Grundbächle \| \| \| 18,74 \| Todtnau \| 642,0 m \| |                               |                                |                               |
| Strecke |                               | Wiesentalbahn von Lörrach      | Wiesentalbahn von Lörrach     |
| ehemaliger Dienststation / Betriebs- oder Güterbahnhof | 0,00                          | Zell (Wiesental) Umladebahnhof | 427,5 m                       |
| Verschwenkung von links (Strecke außer Betrieb) · Verschwenkung von rechts |                               |                                |                               |
| Bahnhof (Strecke außer Betrieb) · Haltepunkt / Haltestelle Streckenende | 0,62                          | Zell (Wiesental)               | 427,5 m                       |
| Verschwenkung nach links (Strecke außer Betrieb) |                               |                                |                               |
| Bahnhof (Strecke außer Betrieb) | 2,52                          | Atzenbach                      | 443,5 m                       |
| Bahnhof (Strecke außer Betrieb) | 4,53                          | Mambach                        | 461,8 m                       |
| Brücke über Wasserlauf (Strecke außer Betrieb) | 5,20                          | Pfaffenbach                    | Pfaffenbach                   |
| Brücke über Wasserlauf (Strecke außer Betrieb) | 6,40                          | Silbersau                      | Silbersau                     |
| Brücke über Wasserlauf (Strecke außer Betrieb) | 7,00                          | Rändelbach                     | Rändelbach                    |
| Haltepunkt / Haltestelle (Strecke außer Betrieb) | 7,15                          | Hepschingen                    | 488,6 m                       |
| Brücke über Wasserlauf (Strecke außer Betrieb) | 7,50                          | Hebschingerbach                | Hebschingerbach               |
| Tunnel (Strecke außer Betrieb) | 7,93                          | Hepschinger Tunnel (80 m)      | Hepschinger Tunnel (80 m)     |
| Haltepunkt / Haltestelle (Strecke außer Betrieb) | 8,94                          | Kastler Brücke                 | 505,0 m                       |
| Brücke über Wasserlauf (Strecke außer Betrieb) | 10,00                         | Böllenbach                     | Böllenbach                    |
| Bahnhof (Strecke außer Betrieb) | 10,28                         | Wembach                        | 514,5 m                       |
| Abzweig geradeaus und nach rechts (Strecke außer Betrieb) | 11,14                         | Anschluss Brand                | Anschluss Brand               |
| Abzweig geradeaus und nach rechts (Strecke außer Betrieb) | 11,25                         | Anschluss Brand                | Anschluss Brand               |
| Bahnhof (Strecke außer Betrieb) | 12,01                         | Schönau (Schw)                 | 529,7 m                       |
| Abzweig geradeaus und nach rechts (Strecke außer Betrieb) |                               | Anschluss Riegeler Bierablage  | Anschluss Riegeler Bierablage |
| Haltepunkt / Haltestelle (Strecke außer Betrieb) | 13,08                         | Schönenbuchen                  | 538,7 m                       |
| Abzweig geradeaus und nach rechts (Strecke außer Betrieb) |                               | Anschluss Buntweberei Hipp     | Anschluss Buntweberei Hipp    |
| Brücke über Wasserlauf (Strecke außer Betrieb) | 13,50                         | Aiternbach                     | Aiternbach                    |
| Brücke über Wasserlauf (Strecke außer Betrieb) | 13,80                         | Wiedenbach                     | Wiedenbach                    |
| Bahnhof (Strecke außer Betrieb) | 14,55                         | Utzenfeld                      | 553,6 m                       |
| Abzweig geradeaus und nach rechts (Strecke außer Betrieb) |                               | Anschluss Finstergrund         | Anschluss Finstergrund        |
| Brücke über Wasserlauf (Strecke außer Betrieb) | 0                             | Dollmattbächle                 | Dollmattbächle                |
| Haltepunkt / Haltestelle (Strecke außer Betrieb) | 16,36                         | Geschwend                      | 591,6 m                       |
| Haltepunkt / Haltestelle (Strecke außer Betrieb) | 17,36                         | Schlechtnau                    | 614,9 m                       |
| Brücke über Wasserlauf (Strecke außer Betrieb) | 0                             | Langschwandbach                | Langschwandbach               |
| Brücke über Wasserlauf (Strecke außer Betrieb) | 0                             | Grundbächle                    | Grundbächle                   |
| Kopfbahnhof Streckenende (Strecke außer Betrieb) | 18,74                         | Todtnau                        | 642,0 m                       |

Die Bahnstrecke Zell im Wiesental–Todtnau war eine 18,74 Kilometer lange privat betriebene meterspurige Schmalspurbahn von Zell im Wiesental nach Todtnau. Sie wurde als Fortsetzung der normalspurigen Wiesentalbahn von Basel über Lörrach nach Zell auch als Obere Wiesentalbahn bezeichnet. Bei der lokalen Bevölkerung hieß sie Todtnauerli, in der großräumigen Umgangssprache Todtnauerle.

## Geschichte
Da es den Großherzoglich Badischen Staatseisenbahnen aus finanziellen Gründen nicht möglich war, nach dem Bau der durch das untere Wiesental bis nach Zell führenden Strecke auch die im oberen Wiesental angesiedelten zahlreichen Gewerbebetriebe und kleinen Fabriken an das Bahnnetz anzuschließen, wurde eine nicht staatliche Finanzierung der Fortführung beschlossen. Das Badische Eisenbahn-Konsortium unter Beteiligung der Herrmann Bachstein und der Darmstädter Bank für Handel und Industrie, der Rheinischen Kreditbank und des Bankhauses W. H. Ladenburg & Söhne eröffnete am 7. Juli 1889 unter Beisein von Großherzog Friedrich I. den Betrieb dieser zweiten Schmalspurbahn im gesamten Großherzogtum Baden (nach der zwei Jahre zuvor eröffneten meterspurigen Verbindung Mannheim–Weinheim). Sie ging am 1. April 1897 auf die von Bachstein gegründete Süddeutsche Eisenbahn-Gesellschaft (SEG) über.

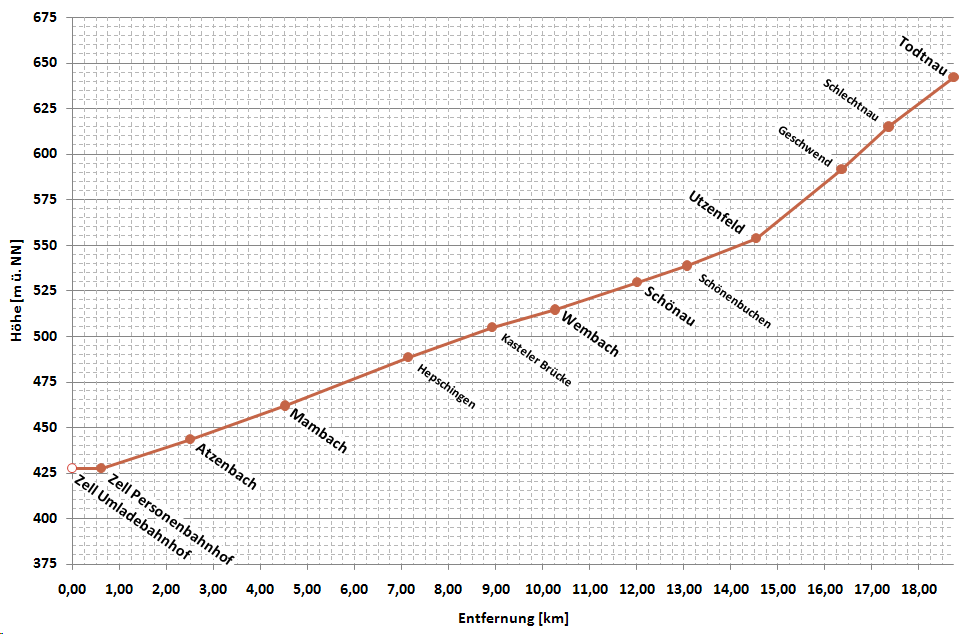
Vereinfachtes Höhenprofil der Strecke

War anfänglich der Verkehr mit Rollböcken nur bis zur Spinnerei Atzenbach zugelassen, so wurde in den Jahren 1922 bis 1924 die Strecke für die höheren Achslasten von Rollwagen umgebaut und das Lichtraumprofil für aufgeschemelte Normalspurwagen erweitert. In Zell wurde eine dreigleisige Anlage für das Be- und Entladen von Rollwagen gebaut. Damit war der Transport normalspuriger Wagen auf Rollwagen auf der ganzen Strecke möglich.
Nach Ablauf der Konzession übernahm das Land Baden-Württemberg die Strecke am 1. Januar 1953 und brachte sie in die Mittelbadische Eisenbahnen AG ein. Der Rückgang des Verkehrsaufkommens führte zur Stilllegung des Personenverkehrs am 25. September 1966 und des Güterverkehrs am 24. September 1967. Die Gleisanlagen sind restlos abgebaut worden. Heute kann die Trasse als Bahntrassenradweg erfahren werden. Die Personenbeförderung wurde auf Bus umgestellt und wird heute von der SBG (Südbadenbus GmbH) betrieben.
Mit einer Steigung von 1:35 an einer Stelle besaß die Strecke die größte Steigung einer badischen Privatbahn. Sie musste sich diesen Titel jedoch mit der Oberrheinischen Eisenbahn und der Albtalbahn teilen. Zudem war die Strecke die einzige Privatbahn im südlichen Schwarzwald, die einen Tunnel besaß.
Es existierten verschiedene Vorschläge zu einer Verlängerung. Eine Idee war, die Strecke über Brandenberg, St. Wilhelm und Oberried nach Kirchzarten zu führen, um einen Anschluss mit der Höllentalbahn herzustellen; hierzu hätte zwischen Brandenberg und St. Wilhelm ein langer Tunnel gebaut werden müssen. Nach einer anderen Idee wäre die Strecke von Todtnau nach Feldberg verlängert worden, um Anschluss an die Dreiseenbahn zu bekommen. Für alle Varianten hätte die gesamte Strecke auf Normalspur umgespurt werden müssen.
An das Todtnauerli erinnert heute in Atzenbach der Todtnauerliweg. Seit der Streckenstilllegung 1967 führt der Wiesental Radweg auf der Trasse der ehemaligen Schmalspurbahn.

## Fahrzeuge
Die zur Erstausstattung gehörende Lok ZTE 74 (C n2t, Krauss 1888) blieb bei der Deutschen Gesellschaft für Eisenbahngeschichte im Eisenbahnmuseum Bochum-Dahlhausen erhalten. Die beiden Mallet-Dampflokomotiven SEG 104 (C’C, Hanomag 1925) und 105 (B’B, Maschinenbau-Gesellschaft Karlsruhe 1918) sowie der Personenwagen C4 Nr. 171 befinden sich heute bei der Museumsbahn Blonay–Chamby in der Schweiz. Zwei weitere Personenwagen mit Neuaufbauten von 1954, ehemals SEG C4 Nr. 174 (Herbrand 1891, DEV Nr. 25) und ehemals SEG C4 Nr. 124 (MAN 1886, DEV Nr. 26), die von 1971 bis 1981 bei der Spiekerooger Inselbahn eingesetzt waren, besaß der Deutsche Eisenbahn-Verein in Bruchhausen-Vilsen, beide Wagen wurden 2014 an eine Privatperson verkauft. Neben diesen beiden existiert ein dritter Reko-Wagen im Südosten Frankreichs. Auch er ist in privater Hand und nicht fahrbereit. Der 1955 bei der Waggonfabrik Fuchs beschaffte Triebwagen MEG T 15 blieb bis zur Stilllegung 1967 auf der Strecke und  befindet sich inzwischen als Nr. 187 012-0 bei den Harzer Schmalspurbahnen.

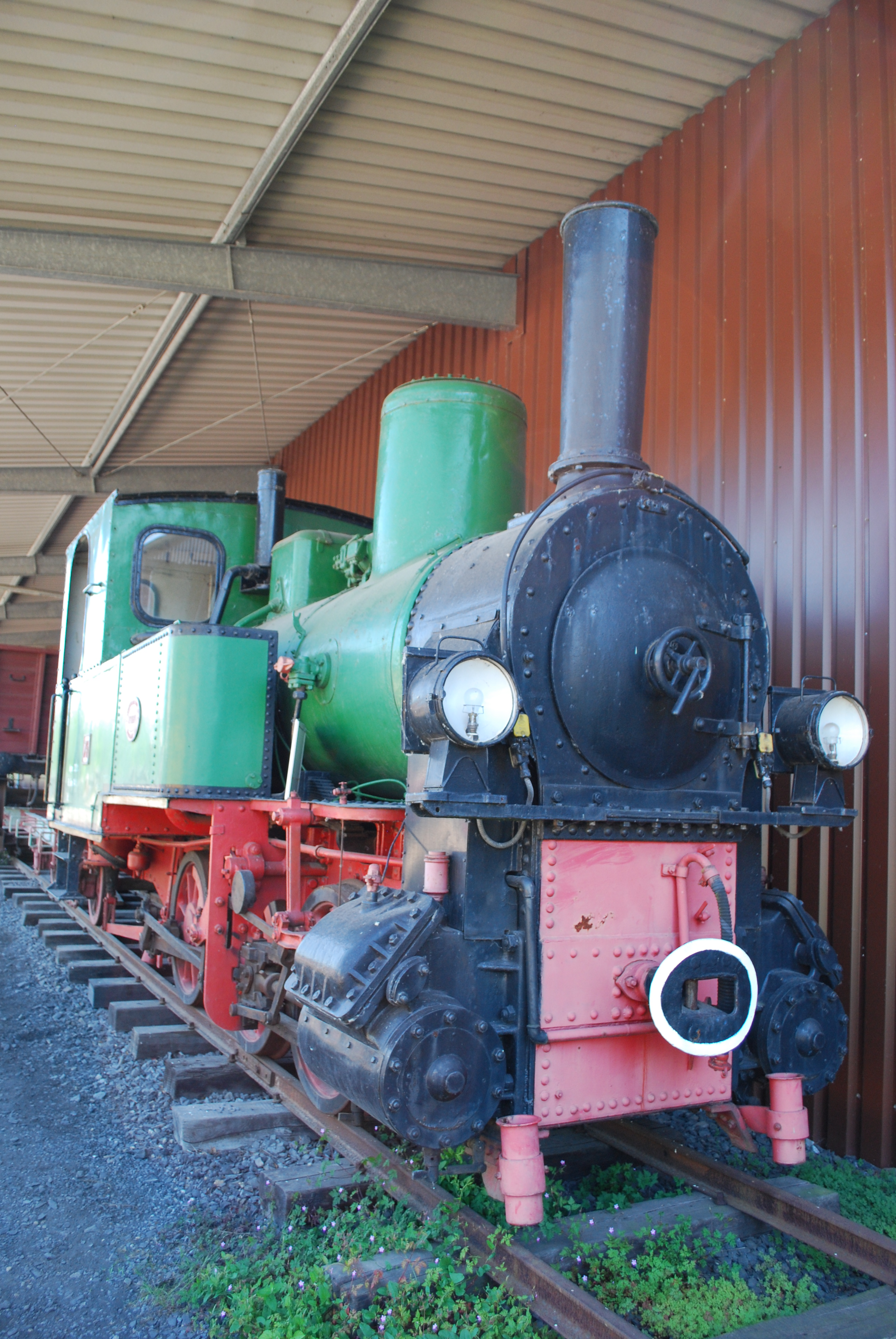
Die ZTE 74 im Eisenbahnmuseum Bochum-Dahlhausen.
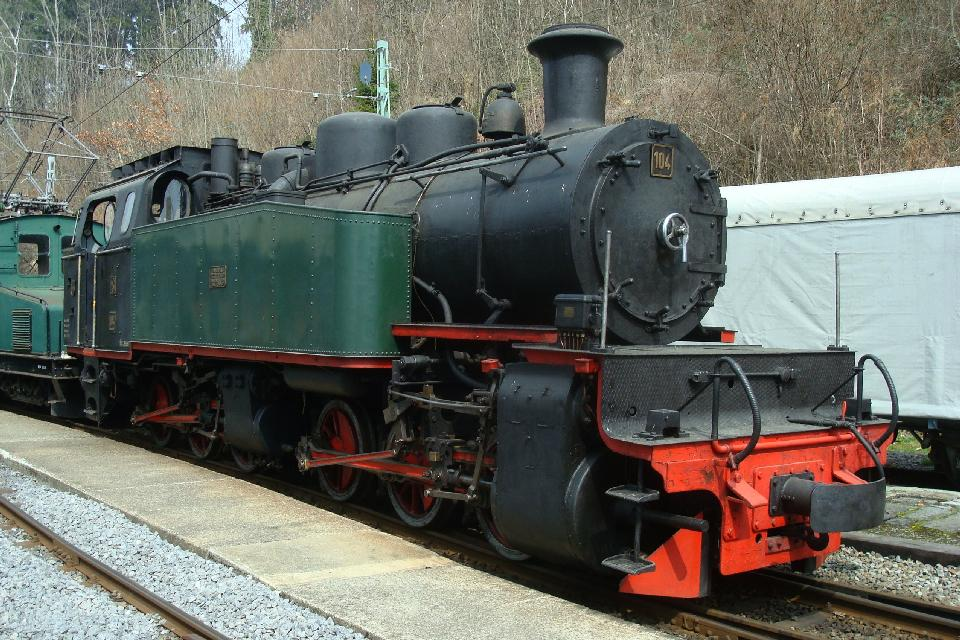
Mallet-Dampflokomotive SEG 104 (Hanomag 1925) im Chamby-Musée (Chaulin)
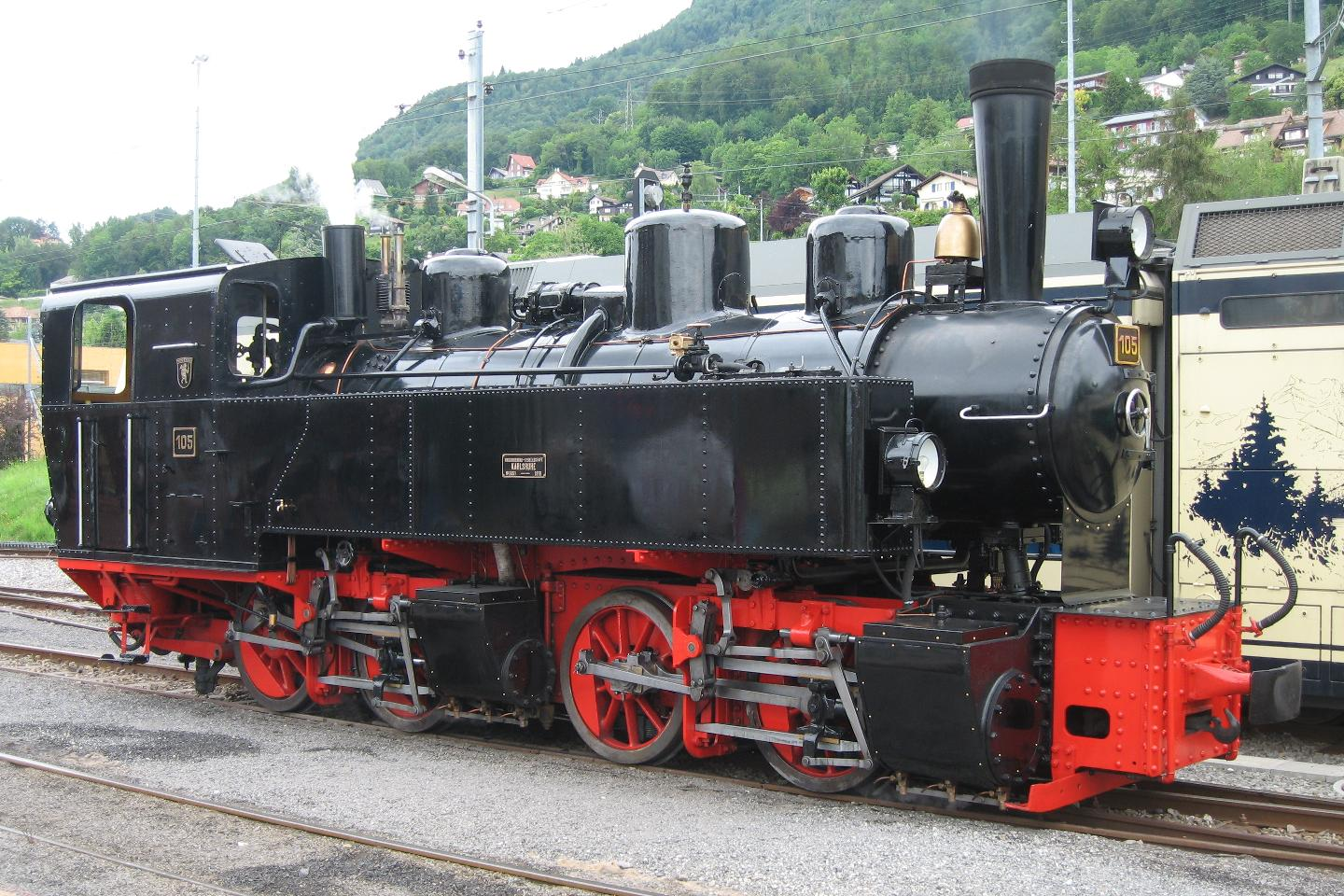
Mallet-Dampflokomotive SEG 105 (Maschinenbau-Gesellschaft Karlsruhe 1918, ex Heeresfeldbahn) in Blonay
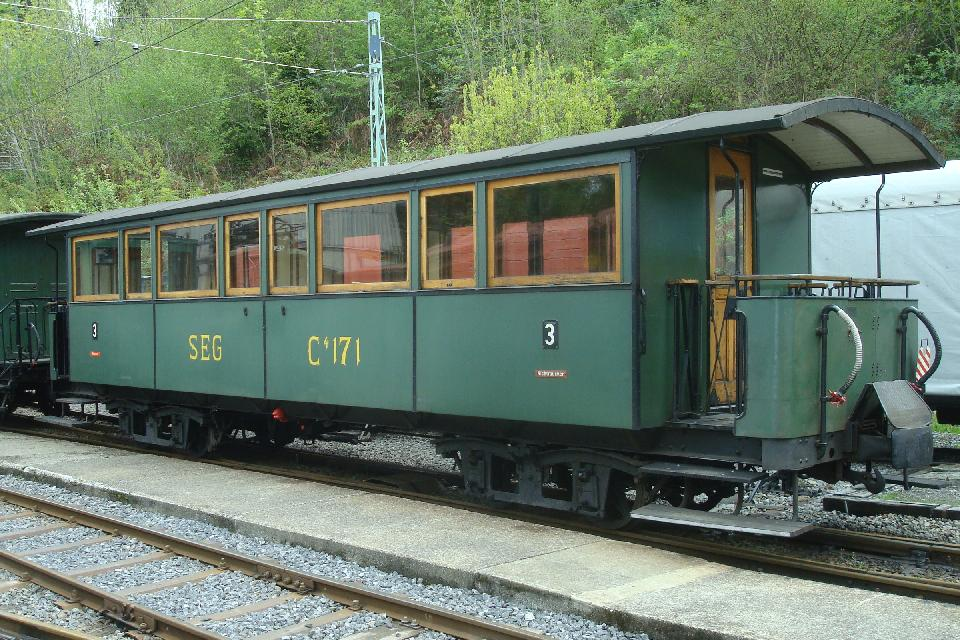
Personenwagen 171 (Herbrand 1891) im Chamby-Musée (Chaulin)
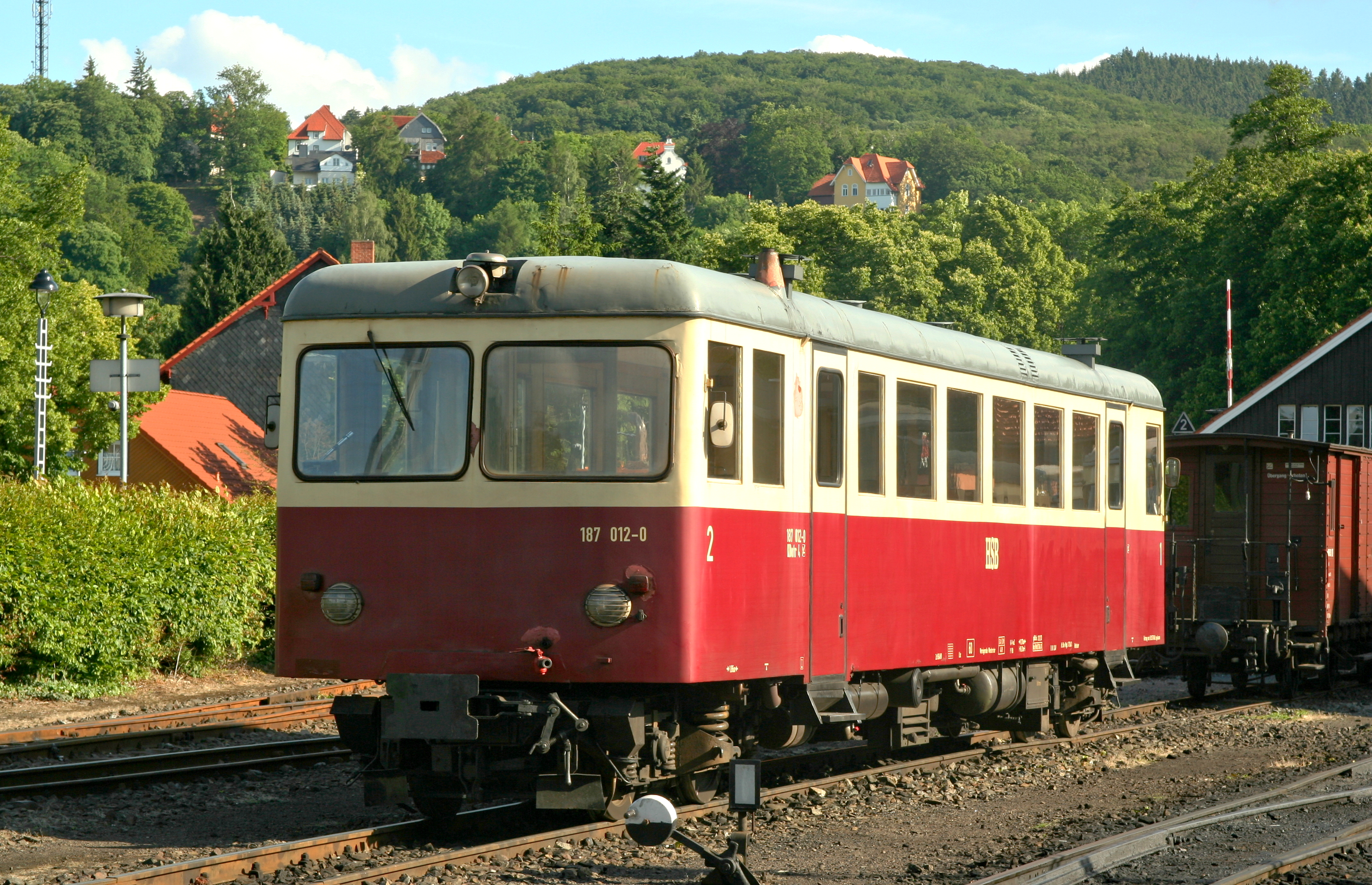
T 15 als 187 012 der HSB in Wernigerode Westerntor

## Rezeption
1958 wurde an verschiedenen Bahnhöfen im oberen Wiesental und auch im Zug der Musikfilm Schwarzwälder Kirsch mit Marianne Hold, Edith Hancke und Dietmar Schönherr gedreht. Neben diversen Außenaufnahmen des fahrenden Zuges aus drei Personenwagen, darunter MEG Nr. 252, und einem Gepäckwagen, gezogen von der Dampflok 74, auf freier Strecke und in drei verschiedenen Bahnhöfen sind auch Teilansichten des Inneren eines Wagens zu sehen.